# Bister VS
Bister je obec v okrese Östlich Raron v německy mluvící části kantonu Valais ve Švýcarsku. Žije zde 33 obyvatel a je tak podle počtu obyvatel nejmenší obcí kantonu Valais.

## Geografie

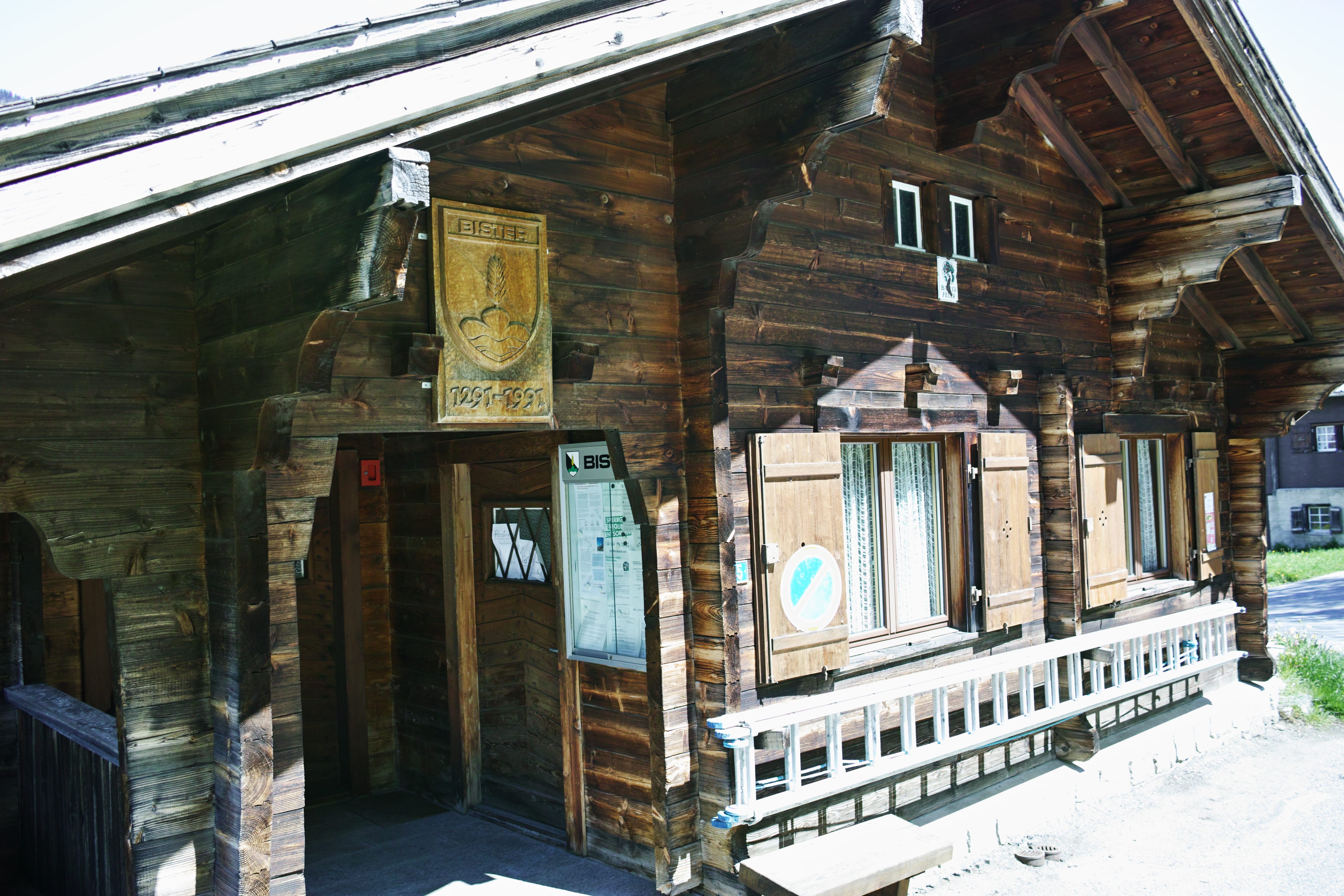
Obecní úřad

Bister se nachází v horní části údolí Valais na jižní straně úpatí Bättlihornu (2992 m n. m.). Severní hranici obce, která se skládá z vesnice Bister a osad Bänna, Chrizacher a Egga a několika vysokohorských pastvin, tvoří řeka Rotten. Sousedními obcemi jsou Grengiols na východě, Termen na jihu a Mörel-Filet na západě a severu. Celé území obce Bister je od roku 2009 součástí krajinného parku Binntal a tvoří tak západní hranici přírodního parku.

## Historie
Obec je poprvé zmiňována roku 1374 jako Bystur, v roce 1480 je zmiňována jako Bistar. Bister vždy patřil do farnosti Mörel. Kaple v byla v obci postavena v roce 1651. Bister a Gyfris (dnešní Filet) tvořily společně okrsek Zenden Östlich-Raron a v roce 1442 si samy přidělily farní statut. Bister se také dělil o lesy, alpy a pastviny s Mörelem a Filetem, částečně až do definitivního vymezení obecních hranic v roce 1818. Po oddělení osady Bedle (k obci Grengiols) se Bister stal hlavní místní částí obce. V 19. století byl Bister silně ovlivněn vystěhovalectvím do Ameriky (jen v roce 1856 se vystěhovalo 25 osob). Od poloviny 20. stol. se obyvatelé postupně stěhovali do níže položených obcí. Dnes tvoří obyvatelstvo obce převážně lidé v důchodovém věku.

## Obyvatelstvo
| Vývoj počtu obyvatel | Vývoj počtu obyvatel | Vývoj počtu obyvatel | Vývoj počtu obyvatel | Vývoj počtu obyvatel | Vývoj počtu obyvatel | Vývoj počtu obyvatel | Vývoj počtu obyvatel | Vývoj počtu obyvatel | Vývoj počtu obyvatel | Vývoj počtu obyvatel | Vývoj počtu obyvatel | Vývoj počtu obyvatel | Vývoj počtu obyvatel |
| -------------------- | -------------------- | -------------------- | -------------------- | -------------------- | -------------------- | -------------------- | -------------------- | -------------------- | -------------------- | -------------------- | -------------------- | -------------------- | -------------------- |
| Rok                  | 1850                 | 1900                 | 1941                 | 1950                 | 2000                 | 2010                 | 2012                 | 2013                 | 2014                 | 2015                 | 2016                 | 2017                 |                      |
| Počet obyvatel       | 118                  | 110                  | 91                   | 72                   | 33                   | 33                   | 30                   | 30                   | 33                   | 31                   | 30                   | 32                   |                      |

V roce 2000 uvedli všichni obyvatelé jako svůj hlavní jazyk němčinu, k římskokatolické církvi se hlásí 84,8 % obyvatel.